# Championnat d'Égypte de football 1998-1999
Navigation
Saison précédente Saison suivante
La saison 1998-1999 du Championnat d'Égypte de football est la 42e édition du championnat de première division égyptien. Quatorze clubs égyptiens prennent part au championnat organisé par la fédération. Les équipes sont regroupées au sein d'une poule unique où elles rencontrent leurs adversaires deux fois, à domicile et à l'extérieur. À l'issue du championnat, les deux derniers du classement sont relégués et remplacés par les deux meilleures équipes de D2.
C'est le club d'Al Ahly SC, quintuple tenant du titre, qui remporte à nouveau la compétition, après avoir terminé -invaincu- en tête du classement final, avec vingt-sept points d'avance sur le Zamalek SC et vingt-huit sur un duo composé du club d'Ismaily SC et d'Al-Masry Club. C'est le 28e titre de champion d'Égypte de l'histoire du club.

## Les clubs participants
| - Al Ahly SC - Zamalek SC - Ittihad Alexandrie - Ismaily SC - Al Koroum - Promu de D2 - Ghazl El Mahallah - Assouan SC | - Al-Moqaouloun - Al Mansourah Sporting Club - Al-Qanat - Sharkia Sporting Club - Promu de D2 - Al-Masry Club - Baladiyyat El Mahallah - Dina Farms |

## Compétition

### Classement
Le classement est établi sur le barème de points classique (victoire à 3 points, match nul à 1, défaite à 0).
| Rang | Équipe                     | Pts | J  | G  | N  | P  | Bp | Bc | Diff |
| ---- | -------------------------- | --- | -- | -- | -- | -- | -- | -- | ---- |
| 1    | Al Ahly SC T               | 68  | 26 | 21 | 5  | 0  | 46 | 8  | +38  |
| 2    | Zamalek SC '-9 C'          | 41  | 26 | 15 | 5  | 6  | 36 | 20 | +16  |
| 3    | Ismaily SC                 | 40  | 26 | 10 | 10 | 6  | 37 | 27 | +10  |
| 4    | Al-Masry Club              | 40  | 26 | 12 | 4  | 10 | 34 | 30 | +4   |
| 5    | Al Mansourah Sporting Club | 32  | 26 | 8  | 8  | 10 | 25 | 25 | 0    |
| 6    | Dina Farms                 | 31  | 26 | 7  | 10 | 9  | 19 | 21 | -2   |
| 7    | Ittihad Alexandrie         | 31  | 26 | 7  | 10 | 9  | 25 | 36 | -11  |
| 8    | Al-Moqaouloun              | 30  | 26 | 7  | 9  | 10 | 20 | 23 | -3   |
| 9    | Sharkia Sporting Club P    | 30  | 26 | 8  | 6  | 12 | 23 | 33 | -10  |
| 10   | Al Qanat                   | 30  | 26 | 8  | 6  | 12 | 21 | 31 | -10  |
| 11   | Assouan SC                 | 30  | 26 | 8  | 6  | 12 | 33 | 45 | -12  |
| 12   | Ghazl El Mahallah          | 29  | 26 | 6  | 11 | 9  | 18 | 23 | -5   |
| 13   | Al Koroum P                | 29  | 26 | 8  | 5  | 13 | 28 | 34 | -6   |
| 14   | Baladiyyat El Mahallah     | 24  | 26 | 5  | 9  | 12 | 17 | 26 | -9   |

| Légende : Qualifications et relégations | Légende : Qualifications et relégations                                |
| --------------------------------------- | ---------------------------------------------------------------------- |
|                                         | Qualification pour la Ligue des champions 2000                         |
|                                         | Qualification pour la Coupe des Coupes 2000                            |
|                                         | Qualification pour la Coupe de la CAF 2000                             |
|                                         | Participation au barrage de relégation                                 |
|                                         | Relégation directe en deuxième division                                |
|                                         | T : Tenant du titre C : Vainqueur de la Coupe d'Égypte P : Promu de D2 |

- Le club du Zamalek reçoit une pénalité de 9 points après son abandon lors de la rencontre de la 25e journée face à Al Ahly SC.

### Matchs

#### Barrage de relégation
| Équipe 1  | Résultat | Équipe 2          |
| --------- | -------- | ----------------- |
| Al Koroum | 3 - 2    | Ghazl El Mahallah |

## Bilan de la saison
| Championnat d'Égypte de football 1998-1999 |                        |
| Champion                                   | Al Ahly SC (28e titre) |
| Coupes et trophées                         |                        |
| Vainqueur de la Coupe d'Égypte 1998-1999   | Zamalek SC             |
| Qualifications continentales               |                        |
| Ligue des champions 2000                   | Al Ahly SC             |
| Coupe des Coupes 2000                      | Zamalek SC             |
| Coupe de la CAF 2000                       | Ismaily SC             |
| Promotions et relégations                  |                        |
| Promus en Egyptian Premier League          | Aluminium Nag Hammadi  |
| Promus en Egyptian Premier League          | El Fayoum FC           |
| Relégués en Egyptian Second League         | Ghazl El Mahallah      |
| Relégués en Egyptian Second League         | Baladiyyat El Mahallah |